# Sutton Courtenay
Sutton Courtenay – wieś w Anglii, w hrabstwie Oxfordshire, w dystrykcie Vale of White Horse. Leży 13 km na południe od Oksfordu i 81 km na zachód od Londynu. W 2001 miejscowość liczyła 2413 mieszkańców.